# James Hutchison
Pour les articles homonymes, voir Hutchison et James Hutchison (1er baronnet).
James Hutchison, né le 20 avril 1859 à Aberdeen et mort le 6 décembre 1909 à Melbourne, est un homme politique australien.

## Biographie

### Jeunesse et débuts
Né en Écosse, fils d'un tisserand, il doit quitter l'école après l'enseignement primaire pour travailler. Enfant, il devient ainsi ouvrier dans une usine de fabrication de tapis, puis employé chez un épicier, puis apprenti typographe pour un journal local. Il émigre en Australie-Méridionale en 1884 avec son camarade ouvrier John McPherson (en). Les deux hommes trouvent un emploi de typographe au South Australian Register, le premier journal de cette colonie. Ils en sont licenciés en 1888 lorsqu'ils participent à une grève contre l'opposition des propriétaires du journal à la création d'un syndicat ouvrier par ses employés.
L'année suivante, James Hutchison co-fonde une imprimerie. En 1990, il co-fonde un journal hebdomadaire, Quiz (en), qui se veut « satirique, social et sportif » et qui rencontre un franc succès.

### Carrière politique
Il devient membre du Parti travailliste uni d'Australie-Méridionale, dont il devient le président en 1996. En janvier 1998, il est élu à l'Assemblée d'Australie-Méridionale à l'occasion d'une élection partielle dans la circonscription d'Adélaïde-est due à la mort de son ami le député John McPherson. Il y soutient le mouvement d'unification des colonies britanniques d'Australie en une fédération, qui advient en 1901. Député au verbe souvent enflammé et colérique, en avril 1902 il est ruiné financièrement par sa condamnation en justice pour avoir diffamé dans la presse le député Charles Tucker. Aux élections de mai 1902, sa circonscription électorale est abolie et il perd son siège de député. Il devient le rédacteur du Herald, le journal hebdomadaire du Parti travailliste en Australie-Méridionale, mais vivra le reste de sa vie dans la pauvreté.
Aux élections législatives fédérales de 1903, il entre à la Chambre des représentants d'Australie comme député travailliste de la circonscription d'Hindmarsh. En novembre 1908, lorsque le travailliste Andrew Fisher forme un bref gouvernement minoritaire, James Hutchison y est nommé ministre sans portefeuille, chargé de représenter le ministère de la Défense à la Chambre des représentants car le ministre de la Défense, George Pearce, est membre du Sénat et non de la chambre basse. Le gouvernement ne survit toutefois que six mois avant d'être contraint à la démission par une coalition majoritaire de partis d'opposition. James Hutchison meurt subitement quelques mois plus tard, d'une inflammation des reins et de la vésicule biliaire, à l'âge de seulement 50 ans.